# Italienisches Luftfahrtmuseum Vigna di Valle
Das Luftfahrtmuseum in Vigna di Valle (Museo storico dell’Aeronautica Militare) ist ein Luftfahrtmuseum zur Geschichte der italienischen Luftstreitkräfte und eines der größten seiner Art in Italien. Es wird von der Aeronautica Militare unterhalten und befindet sich in Vigna di Valle, einem Stadtteil von Bracciano am Braccianosee im Latium.

## Geschichte

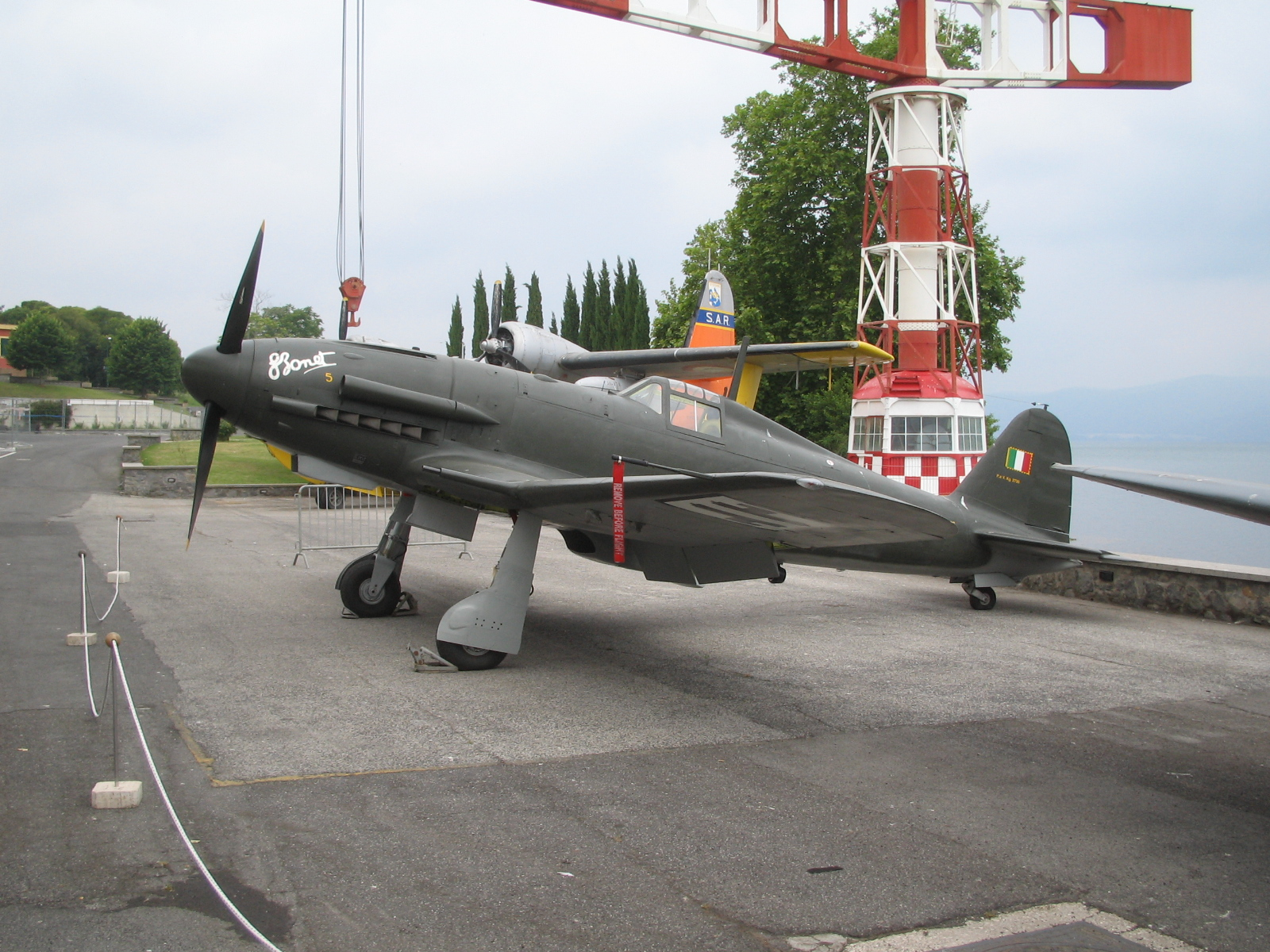
Fiat G.55 der ANR (im Hintergrund der Bracciano-See)

Die Anfänge des Museums gehen auf das Jahr 1913 zurück, als auf Initiative des damaligen Majors Giulio Douhet im Militärmuseum in der Engelsburg in Rom ein Bereich für die Luftfahrt eingerichtet wurde, in dem man Gegenstände ausstellte, die man seit der Gründung des militärischen Luftfahrtwesens in Italien im Jahr 1884 gesammelt hatte. 1933 verlagerte man diese Exponate in ein anderes Museum am Tiber. Es musste bis 1977 in Provisorien unterkommen. Schließlich entschied man sich nach langem Zögern dazu, auf dem historisch bedeutenden ehemaligen Flugplatz von Vigna di Valle einen modernen Museumskomplex einzurichten und dort alle bisherigen Ausstellungen zu konzentrieren. Bis in die 1970er Jahre war Vigna di Valle am Braccianosee ein militärisch genutzter Wasserflugplatz, auf dem zuletzt eine SAR-Staffel auf Grumman HU-16 operierte. Mittlerweile ist das Museum in Vigna di Valle trotz mehrmaligem Ausbau bereits an seine Kapazitätsgrenzen gelangt, weswegen nunmehr auch der norditalienische Militärflugplatz Piacenza zu musealen Zwecken genutzt wird. In diesem Zusammenhang ist auch der Militärflugplatz Guidonia bei Rom von Bedeutung.

## Ausstellung

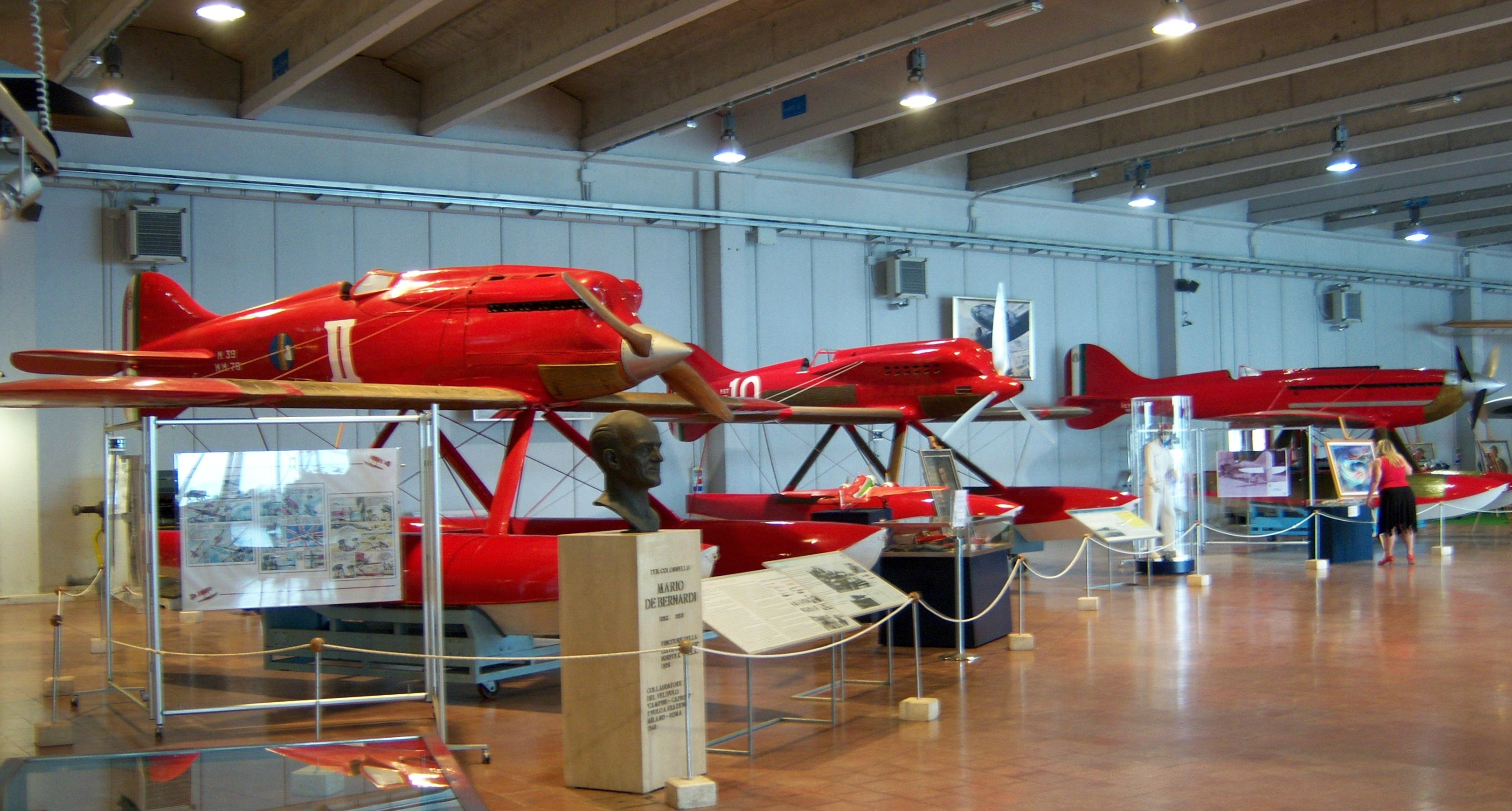
Ausstellungshalle mit Renn- und Rekordflugzeugen von Macchi

Das am 24. Mai 1977 eröffnete Museum hat die Aufgabe, wertvolle militärhistorische Objekte aus dem Luftfahrtbereich zu sammeln, zu restaurieren, zu erhalten und auszustellen und auf diese Weise einen wissenschaftlichen und didaktischen Beitrag zur Förderung und Pflege der Luftfahrtkultur zu leisten.
Das Museum ist in vier Pavillons unterteilt. Im Bereich Troster (1.200 m²) sind Exponate aus der Pionierzeit der Fliegerei bis zum Ersten Weltkrieg zu besichtigen. Daneben befinden sich hier einige Wasserflugzeuge aus der Zwischenkriegszeit. Im Pavillon Velo (3.600 m²) befindet sich eine Sammlung von Doppeldeckern und Flugzeugen aus der Zwischenkriegszeit und zum Teil aus dem Zweiten Weltkrieg. Der 60 × 66 Meter große Badoni-Hangar war ursprünglich für die Überholung von Wasserflugzeugen gedacht und dient heute ebenfalls als Ausstellungshalle, in der Flugzeuge aus dem Zweiten Weltkrieg zu sehen sind. Im Pavillon Skema (80 × 40 Meter) sind Flugzeuge aus der Zeit des Kalten Krieges ausgestellt.
Daneben gibt es noch ein Dokumentationszentrum, das sich mit dem Leben und den Polarflügen Umberto Nobiles beschäftigt. Das Dokumentationszentrum verfügt auch über eine Bibliothek und eine Sammlung von Fotos, Gemälden, Medaillen, elektrischen Apparaten und anderem mehr.
Der Besuch des Museums ist kostenlos. Es bleibt an Montagen, an Neujahr, Ostern und Weihnachten geschlossen. An allen anderen Tagen ist es von 9.30 bis 16.30 Uhr geöffnet (von Juni bis September bis 17.30 Uhr). Vigna di Valle befindet sich etwa 40 km nordwestlich von Rom, am Südufer des Bracciano-Sees.
Zwischen Mai und Oktober 2014 wurden große Teile des Museums modernisiert und waren daher zeitweise geschlossen.

## Exponate (Auswahl)

### Propellerflugzeuge

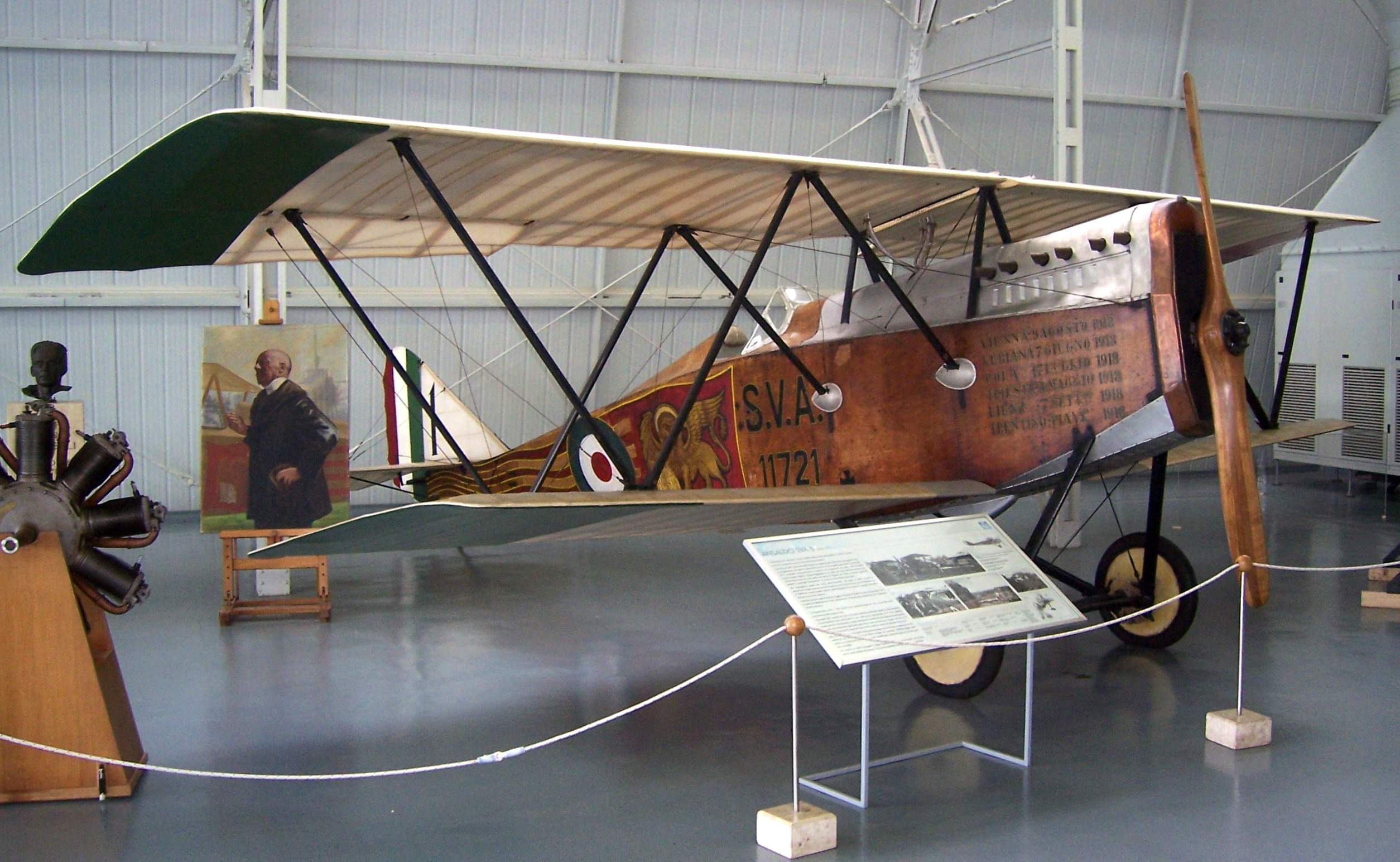
Ansaldo SVA 5 beim Flug über Wien eingesetzt

- Ansaldo AC.2
- Ansaldo SVA 5
- Caproni Ca.3
- Caproni Ca.100
- Douglas DC-3
- Fiat C.29
- Fiat CR.32
- Fiat CR.42 Falco
- Fiat G.55
- Fiat G.212
- Fieseler Fi 156
- Grumman HU-16A Albatross
- Grumman S2F-1 Tracker
- IMAM Ro.37 bis
- IMAM Ro.43
- Lohner L
- Macchi M.39
- Macchi M.67
- Macchi-Castoldi M.C.72
- Macchi MC.200
- Macchi MC.202
- Macchi MC.205
- North American P-51D
- North American T-6J
- SAI Ambrosini S.7
- Savoia-Marchetti SM 79
- Savoia-Marchetti SM 82
- Spitfire LF. IXc MK805
- Stinson L5 Sentinel
- Wright N°4

### Segelflugzeuge
- Libratore Allievo Cantù

### Strahlflugzeuge
- Aerfer Ariete
- Aerfer Sagittario II
- Campini-Caproni C.C.2
- Fiat G.91 PAN (Frecce Tricolori)
- Fiat G.91 R
- Fiat G.91 T

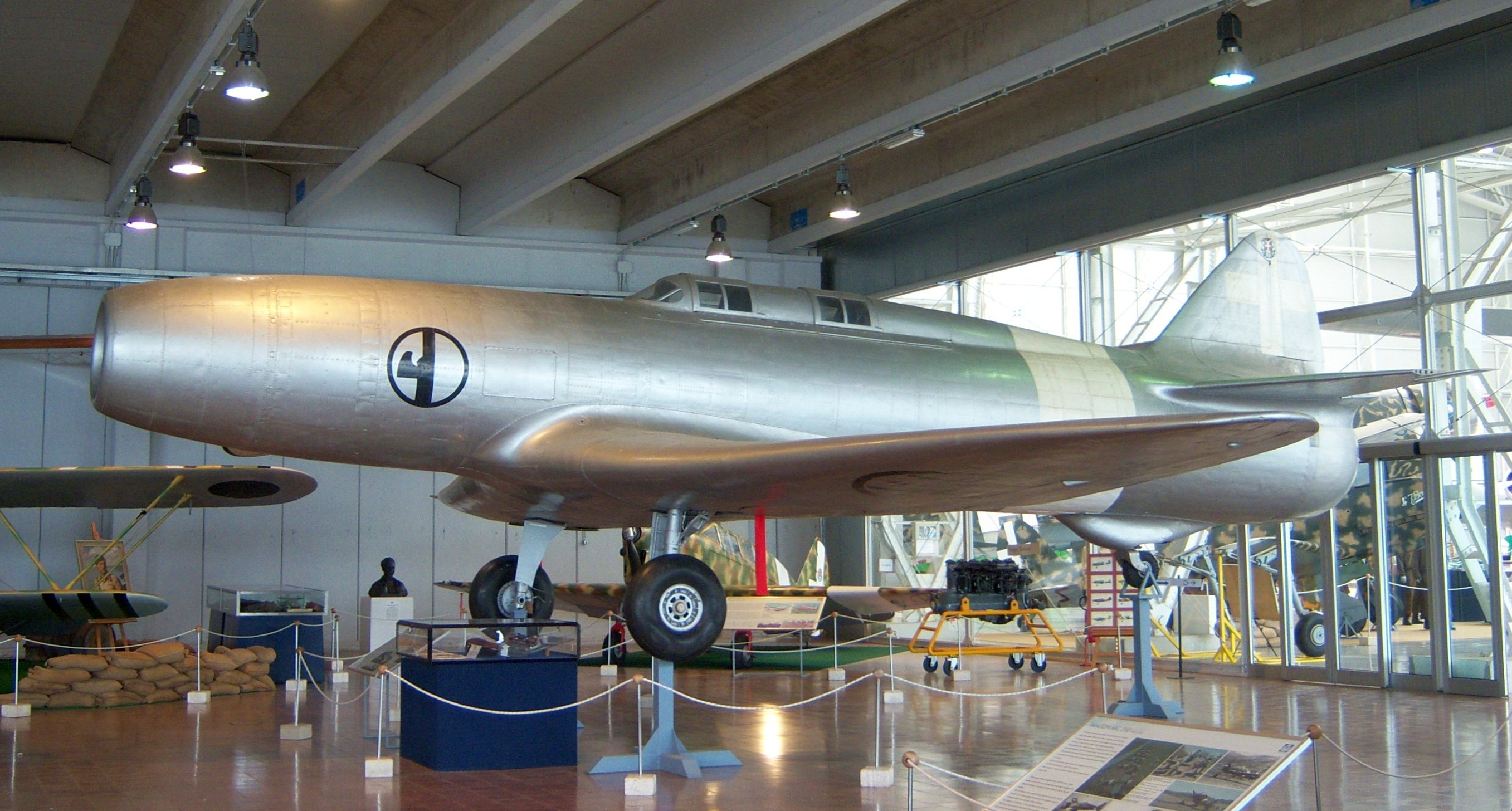
Campini-Caproni C.C.2

- Lockheed (Fiat) F-104G Starfighter
- Lockheed RT-33
- Panavia Tornado ADV
- Republic F-84F Thunderstreak
- Republic F-84G Thunderjet
- Republic RF-84F Thunderflash (in Restaurierung)

### Triebwerke

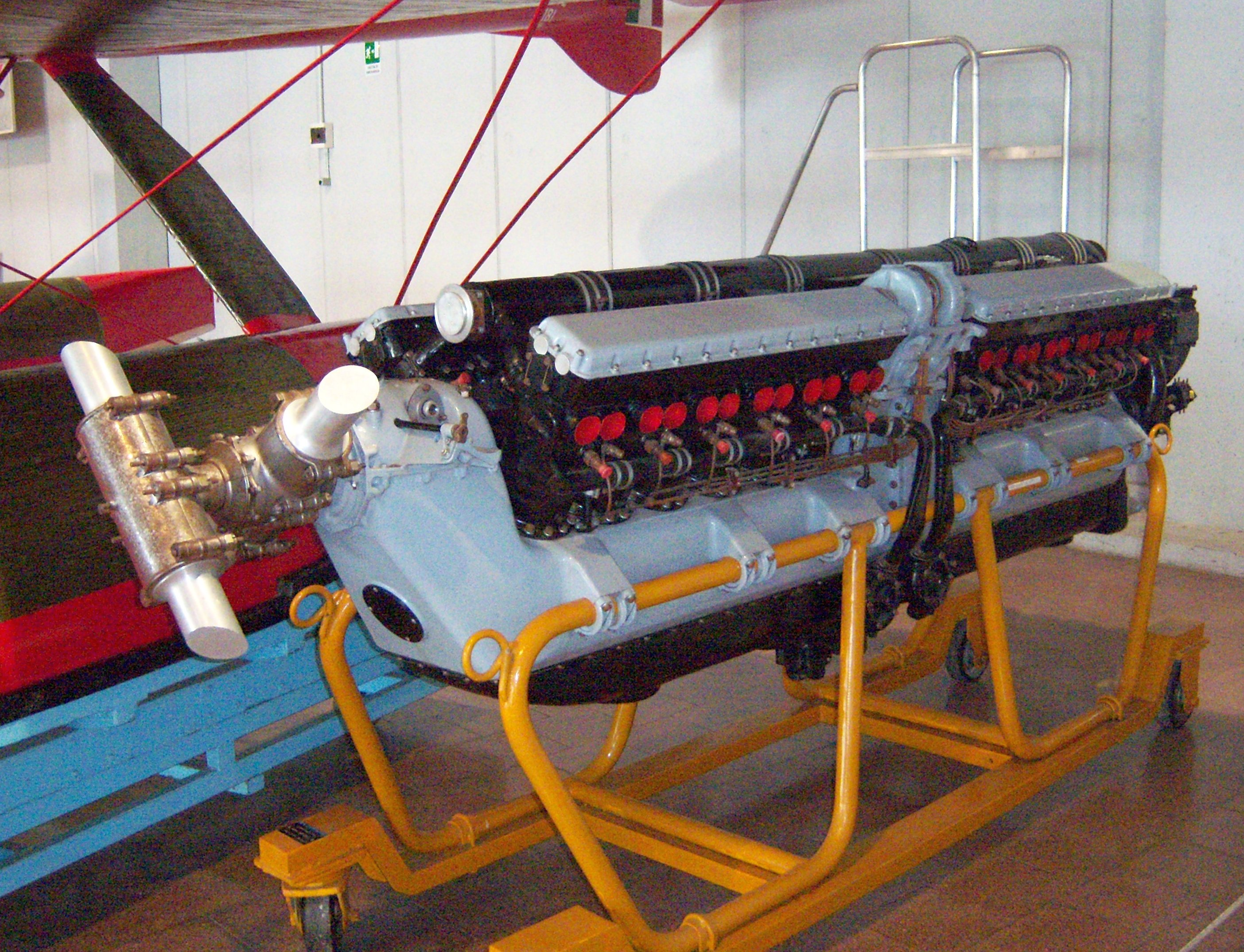
Fiat AS.6

Kolbenmotoren
- Alfa Romeo 126 RC.34
- Allison V-1710
- As10C
- Daimler-Benz DB 605
- Fiat A20
- Fiat A22T
- Fiat A54
- Fiat AS.6
- Fiat AS.8
- Hispano-Suiza 8
- Isotta Fraschini 12 DB
- Isotta Fraschini Asso 750 RC 35
- Maybach-Luftschiffmotor
- Rolls-Royce Merlin
- SPA 6A
- SPA Faccioli
- Wright „Type 4“

Strahltriebwerke
- Junkers Jumo 004

## Wasserflugplatz Bracciano-Vigna di Valle
Gemeinhin gilt der 1909 eröffnete Militärflugplatz Rom-Centocelle als ältester Flugplatz Italiens und als Wiege der italienischen Luftfahrt, auch weil es sich dabei um ein Flugfeld für konventionelle „Landflugzeuge“ handelte, während der Bracciano-See nur als Wasserflugplatz genutzt wurde. Lässt man diesen Unterschied außer Acht, so ist Vigna di Valle der älteste Flugplatz Italiens, jedenfalls der älteste Wasserflugplatz. Formal ist das heutige Museum noch immer Teil des Wasserflugplatzes Vigna di Valle, der nach dem 1918 ums Leben gekommenen Testpilot „Luigi Bourlot“ benannt ist.
Auf Betreiben des damaligen Majors Maurizio Moris wurde 1904 in Vigna di Valle eine Flugerprobungsstelle eingerichtet. 1907 und 1908 entstand dort unter der Leitung von Gaetano Arturo Crocco und Ottavio Ricaldoni das erste italienische Starrluftschiff „Crocco-Ricaldoni N. 1“, das am 3. Oktober 1908 in Bracciano seinen Jungfernflug absolvierte. Dieser Flug gilt auch als Gründungsdatum des Flugplatzes. Ab 1910 wurde in Vigna di Valle eine Forschungsstation des 1913 aufgestellten Wetterdienstes Regio Servizio Aerologico aufgebaut. Ab 1912 diente Vigna di Valle (wie auch der nahe Bolsena-See) als Stützpunkt für Wasserflugzeuge. Vor Ort blieb die Erprobungsstelle Centro sperimentale idrovolanti, die nach dem Ersten Weltkrieg dem Forschungszentrum auf dem Militärflugplatz Montecelio unterstellt wurde.
In den 1920er und 1930er Jahren erweiterte man den Wasserflugplatz Vigna di Valle mit Kaianlagen und Hangars. Der Flugplatz war Ausgangspunkt verschiedener Langstreckenflüge von Flugbooten der Typen Savoia-Marchetti S.59, CRDA Cant Z.506 und anderer. Am 13. Dezember 1936 nutzte die britische Imperial Airways erstmals versuchsweise den Bracciano-See als Zwischenstopp für ein Flugboot (Short S.23), das Southampton und Alexandria verband. Auf der Grundlage eines Abkommens zwischen der Imperial Airways und der Ala Littoria wurde die dauerhafte Nutzung der Bracciano-Sees sowie der Wasserflugplätze von Ostia und Brindisi genehmigt. Am Bracciano-See entstand bis Juni 1938 ein ziviles Abfertigungsgebäude für die beiden Fluggesellschaften (⊙). Im Gegenzug für die Rechte in Italien durfte die Ala Littoria britische Flugplätze auf Malta, in Palästina, im Sudan und in England nutzen. Der zivile Flugverkehr zwischen England und den britischen Kolonien endete in Bracciano im Jahr 1940.

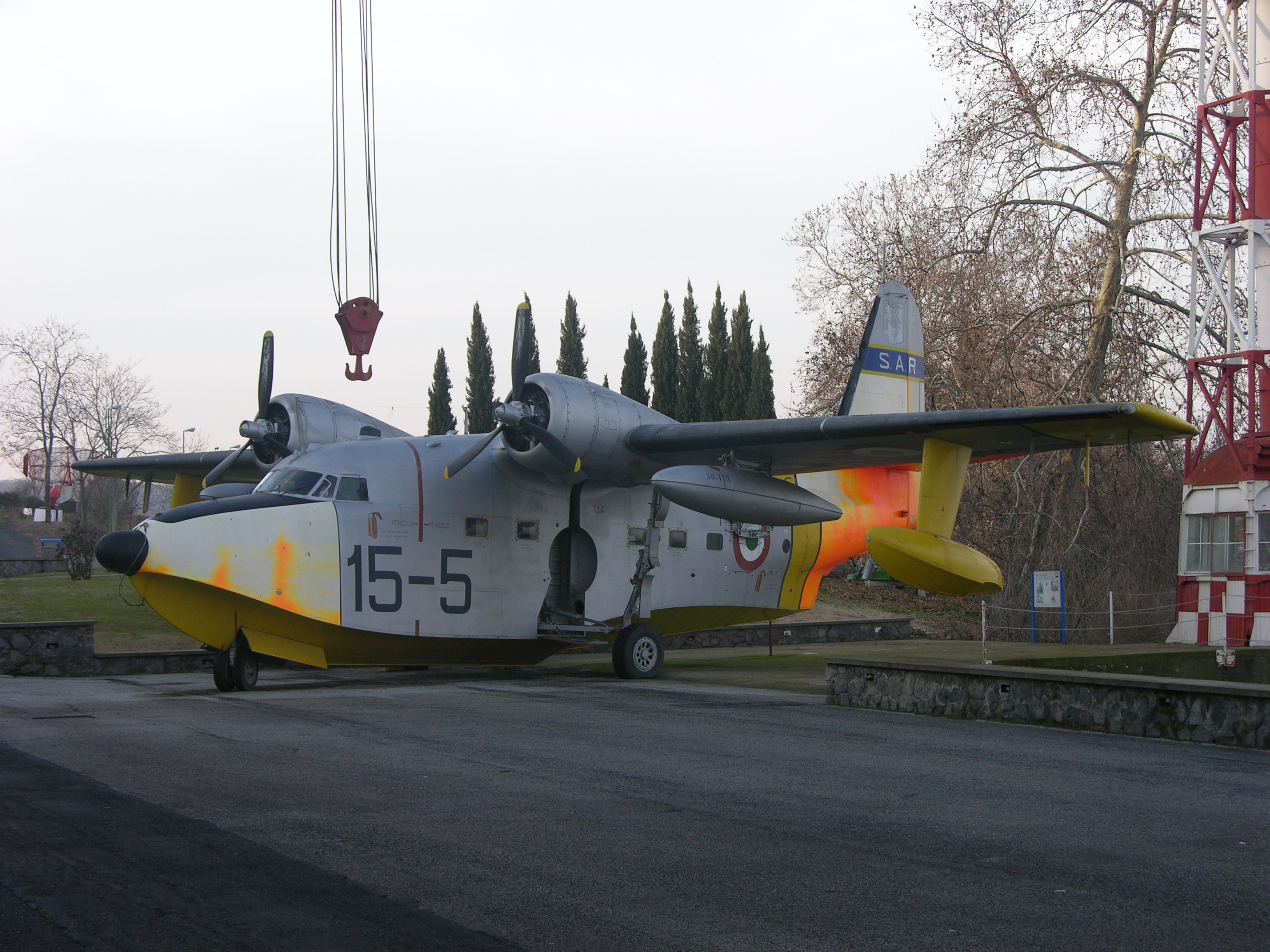
HU-16 Albatross in Vigna di Valle

Auch im Zweiten Weltkrieg diente Vigna di Valle als Stützpunkt von Flugbootstaffeln. Nach dem Krieg nutzte man in Vigna di Valle bis 1959 verbliebene Flugboote des Typs CRDA Cant Z.506 in einer Seenotrettungsrolle, danach bis 1979 Amphibienflugzeuge vom Typ Grumman HU-16. Letztere waren einem Geschwader (15º Stormo) in Rom-Ciampino zugeteilt, das unter anderem Vigna di Valle als Stützpunkt nutzte. HU-16 mit den Kennungen des 15º Stormo sind in Vigna di Valle und Ciampino ausgestellt.

## Andere Einrichtungen
In Vigna di Valle unterhält die Aeronautica Militare ihr Sportzentrum und eine Sportfördergruppe. Daneben befindet sich noch immer eine Außenstelle des militärischen Wetterdienstes sowie ein Raumfahrtkontrollzentrum der italienischen Streitkräfte, das u. a. den militärischen Kommunikationssatelliten SICRAL 1 betreibt.